# Pixel 8
Pixel 8 и Pixel 8 Pro — это пара Android-смартфонов, спроектированных, разработанных и продаваемых компанией Google в рамках линейки Google Pixel. Они являются преемниками Pixel 7 и Pixel 7 Pro соответственно. Впервые телефоны были представлены в мае 2023 года во время ключевой презентации Google I/O. Они работают на чипе Google Tensor третьего поколения и имеют дизайн, схожий с дизайном серии Pixel 7. Они поставляются с операционной системой Android 14.
Pixel 8 и Pixel 8 Pro были официально анонсированы 4 октября 2023 года на ежегодном мероприятии Made by Google и были выпущены в США 13 октября. 25 января 2024 года был выпущен мятный цвет, однако только в комплектации на 128гб

## Ссылка
- store.google.com/… (англ.) — официальный сайт Pixel 8